# Клавулановая кислота
Клавулановая кислота (клавулиновая) (клавуланат) — ингибитор бета-лактамаз. Она похожа по структуре на бета-лактамные антибиотики, но также имеет собственную антибактериальную активность и стимулирует антимикробный иммунитет. Подобно другим бета-лактамам, клавулановая кислота способна связываться с пенициллинсвязывающими белками (ПСБ) грамположительных и грамотрицательных бактерий и способствовать лизису бактериальной стенки.
Показано, что клавулановая кислота проявляет минимальную активность в отношении синегнойной палочки и энтерококков, имеет средний уровень активности против представителей энтеробактерий и гемофильной палочки, большая активность клавуланата проявляется против бактероидов и других анаэробов, моракселлов, стафилококков и стрептококков. Клавулановая кислота активна в отношении гонококков и обладает хорошей активностью против атипичных бактерий, таких как хламидии и легионелла.
Клавуланат является β-лактамным ингибитором широкого спектра антибактериального действия с активностью против β-лактамаз как грамположительных, так и грамотрицательных бактерий.
Используется совместно с бета-лактамными антибиотиками, часто входит в состав комбинированных препаратов.

## История
Кислота была открыта в 1974-75 гг британскими учеными из фармацевтической компании Beecham. Патенты на соединение были поданы в США в 1981, а к 1985 были выданы патенты US 4525352, 4529720 и 4560552.